# Wilton (Arkansas)
Wilton è una città degli Stati Uniti d'America situata nello Stato dell'Arkansas, nella Contea di Little River.